# 日丹尼夫卡
日丹尼夫卡（羅馬化：Zhdanivka，發音：[ˈʒdɑn⁽ʲ⁾iu̯kɐ]），又按俄语名译为日丹诺夫卡，法理上是乌克兰顿涅茨克州霍尔利夫卡区日丹尼夫卡市镇内的城市及该市镇的行政中心，事实上为俄罗斯頓涅茨克人民共和國的直辖市。該市距離首府頓涅茨克37公里，面積2平方公里，海拔高度223米，2022年人口数量为11,867人。

## 历史
2014年4月14日，近20名亲俄分裂分子闯入并控制了该市的市议会大楼，随后在大楼上竖起了顿涅茨克人民共和国国旗，中途没有受到任何人阻拦。而市议会当局已投靠分裂分子一方。8月16日，烏克蘭總統彼得罗·波罗申科宣布乌克兰武装部队从頓巴斯親俄武裝手中收复了该市。但在9月20日，乌军为避免被包围而选择撤离该市。

## 图集

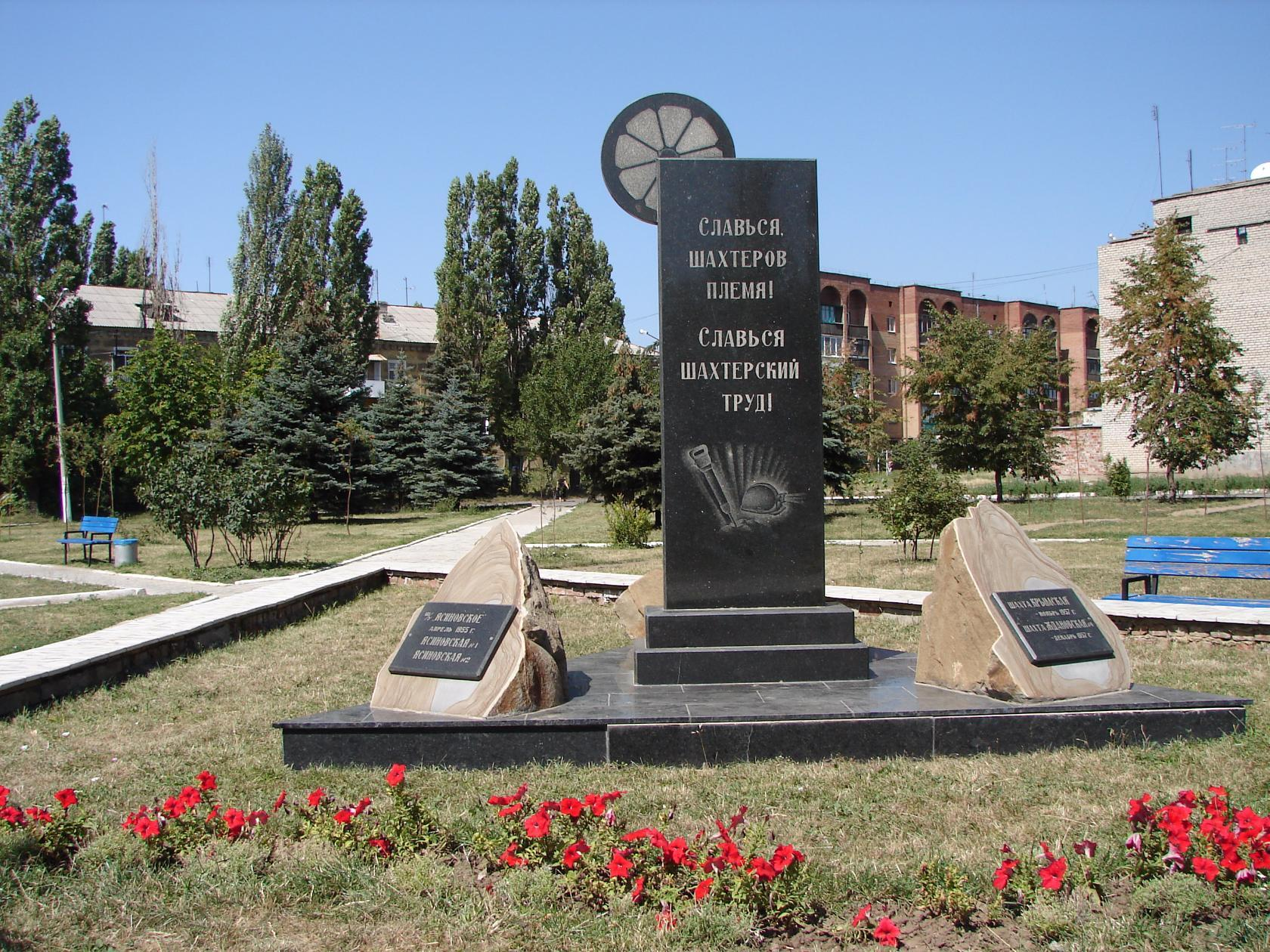